# والتر إس. روبرتسون
والتر إس. روبرتسون (بالإنجليزية: Walter S. Robertson)‏ هو سياسي أمريكي، ولد في 1 ديسمبر 1893، وتوفي في 1970.

## روابط خارجية
- والتر إس. روبرتسون على موقع مونزينجر (الألمانية)